# Mayra Vitoviz
Mayra Daniela Vitoviz Medina (La Plata (Huila), 15 de febrero de 1993) es una modelo y reina de belleza colombiana, ganadora del Miss Maja Colombia 2012 y Señorita Cauca 2016. En Maja Colombia ganó dicho concurso representando al departamento del Cauca siendo una de las favoritas por los asistentes. En 2016 logró obtener el Título de Señorita Cauca 2016-2017, el cual le dio el derecho de representar a su departamento en el Concurso Nacional De Belleza 2016.

## Participación en concursos de belleza

### Miss Maja Colombia 2012
Representó al departamento de Cauca en Miss Maja Colombia 2012, celebrado en Corozal Sucre, donde fue coronada por la uruguaya Belen Sogliano la noche del 15 de mayo de 2012, tras destarcarse en el desfile de traje de Gala. Actualmente Vitoviz es la maja Colombia con el reinado más largo en la historia del concurso debido a que la edición del 2013 no se celebró por problemas del organizador de la Maja Colombia y Miss Universo Uruguay Antonio Vergara, en 2013 Mayra entrega el título de Miss Maja Colombia a la Virreina del concurso en la ciudad de Bogotá.[cita requerida]

### Miss Maja Mundial 2013
Tradicionalmente la ganadora del concurso representa a Colombia en Miss Maja Mundial. Pero se dice que el certamen mundial desapareció hace unos años, por esta razón la Miss Maja no representa a Colombia en ningún certamen de belleza internacional.[cita requerida]

### Señorita Colombia
Mayra Vitoviz Fue La Ganadora Del Título de Señorita Cauca 2016-2017. Desde El principio de Las Audiciones Fue Favorita Y Ese Favoritismo le Sirvió Para Llevarse La Corona Departamental.El cual Le da la Posibilidad De Representar Al Departamento Del Cauca En el Concurso Nacional de Belleza de Colombia 2016 Edición Realizada En El Centro De Conveciones Hotel Las Américas En Cartagena de Indias Donde No Figuró Dentro De Las 10 Semifinalistas. Al Final De La Noche Laura González Ospina Señorita Cartagena D T Y C. Fue Coronada Como La Nueva Miss Colombia.[cita requerida]}
Ha Participado en X (The Film) en donde interpreta a Mara, una de las dos chicas que abren la puerta y descubren a Camila (Lourdes Motta) junto a Ximena (Jennifer Hernández) y se repite la escena en donde Maluma Descubre a Camila.